# Comuna Vilhelmina
Vilhelmina (Vilhelmina kommun) este o comună din comitatul Västerbottens län, Suedia, cu o populație de 6.887 locuitori (2013).

## Geografie

### Zone urbane
Lista celor mai mari zone urbane din comună (anul 2015) conform Biroului Central de Statistică al Suediei:
| Nr | Zona urbană | Pop.  |
| -- | ----------- | ----- |
| 1  | Vilhelmina  | 3.572 |

## Demografie
| \| Evoluția demografică în comuna Vilhelmina, 1970–2015 \| Evoluția demografică în comuna Vilhelmina, 1970–2015 \| Evoluția demografică în comuna Vilhelmina, 1970–2015 \| Evoluția demografică în comuna Vilhelmina, 1970–2015 \| Evoluția demografică în comuna Vilhelmina, 1970–2015 \| \| ----------------------------------------------------------------------------------------------------- \| ---------------------------------------------------- \| ---------------------------------------------------- \| ---------------------------------------------------- \| ---------------------------------------------------- \| \| An \| \| \| Locuitori \| \| \| 1970 \| 1970 \| \| 8676 \| 8676 \| \| 1975 \| 1975 \| \| 8687 \| 8687 \| \| 1980 \| 1980 \| \| 8681 \| 8681 \| \| 1985 \| 1985 \| \| 8640 \| 8640 \| \| 1990 \| 1990 \| \| 8509 \| 8509 \| \| 1995 \| 1995 \| \| 8371 \| 8371 \| \| 2000 \| 2000 \| \| 7918 \| 7918 \| \| 2005 \| 2005 \| \| 7327 \| 7327 \| \| 2010 \| 2010 \| \| 7135 \| 7135 \| \| 2015 \| 2015 \| \| 6829 \| 6829 \| \| Sursa: SCB - Statistika Centralbyrån, Folkmängd efter region, civilstånd, ålder och kön. År 1968–2016 \| \| \| \| \| |      |  |           |      |
| Evoluția demografică în comuna Vilhelmina, 1970–2015 |      |  |           |      |
| An |      |  | Locuitori |      |
| 1970 | 1970 |  | 8676      | 8676 |
| 1975 | 1975 |  | 8687      | 8687 |
| 1980 | 1980 |  | 8681      | 8681 |
| 1985 | 1985 |  | 8640      | 8640 |
| 1990 | 1990 |  | 8509      | 8509 |
| 1995 | 1995 |  | 8371      | 8371 |
| 2000 | 2000 |  | 7918      | 7918 |
| 2005 | 2005 |  | 7327      | 7327 |
| 2010 | 2010 |  | 7135      | 7135 |
| 2015 | 2015 |  | 6829      | 6829 |
| Sursa: SCB - Statistika Centralbyrån, Folkmängd efter region, civilstånd, ålder och kön. År 1968–2016 |      |  |           |      |